# Ryne Duren
Rinold George Duren, mais conhecido como Ryne Duren (22 de fevereiro de 1929 - 6 de janeiro de 2011), foi um jogador de beisebol norte-americano que atuava como arremessador na Major League Baseball.